# Viana-do-Castelo-Klasse
Die Viana do Castelo-Klasse ist eine Klasse von vier Hochseepatrouillenbooten der portugiesischen Marine.

## Allgemeines
Die Boote der Viana do Castelo-Klasse werden im Rahmen des Navio de Patrulha Oceânica 2000 (NPO2000)-Programms beschafft. Sie ersetzen die noch aus den 1960er und -70er Jahren stammenden Korvetten der João-Coutinho- und Baptista-de-Andrade-Klasse.
Die erste Einheit – die NRP Viana do Castelo – wurde im März 2011 nach mehrjähriger Verspätung in Dienst gestellt. Gefolgt von November 2013, Juli 2018 und Februar 2019 für die nächsten drei Einheiten. Am 20. Juli 2018 kündigte der portugiesische Premierminister António Costa eine zusätzliche Bestellung von sechs Booten für jeweils 60 Mio. Euro an.
Die Boote werden auf der in Viana do Castelo beheimateten Estaleiros Navais de Viana do Castelo (ENVC)-Werft gebaut, welche nach Privatisierung nun als West Sea Estaleiros Navais firmiert.

## Einheiten
Die Schiffe sind in Lissabon beheimatet, sie wurden nach Ortschaften benannt.
| Kennung   | Name                 | Bauwerft                                                | Kiellegung | Stapellauf         | Indienststellung  |
| 1. Baulos | 1. Baulos            | 1. Baulos                                               | 1. Baulos  | 1. Baulos          | 1. Baulos         |
| --------- | -------------------- | ------------------------------------------------------- | ---------- | ------------------ | ----------------- |
| P 360     | NRP Viana do Castelo | Estaleiros Navais de Viana do Castelo, Viana do Castelo | 2003       | 1. Oktober 2005    | 30. März 2011     |
| P 361     | NRP Figueira da Foz  | Estaleiros Navais de Viana do Castelo, Viana do Castelo | 2003       | 1. Oktober 2005    | 25. November 2013 |
| 2. Baulos |                      |                                                         |            |                    |                   |
| P 362     | NRP Sines            | West Sea – Estaleiros Navais, Viana do Castelo          | 2015       | 3. Mai 2017        | 6. Juli 2018      |
| P 363     | NRP Setúbal          | West Sea – Estaleiros Navais, Viana do Castelo          | 2015       | 13. September 2017 | 6. Februar 2019   |
| 3. Baulos |                      |                                                         |            |                    |                   |
| P 364     | NRP Funchal          | West Sea – Estaleiros Navais, Viana do Castelo          |            |                    |                   |
| P 366     | NRP Aveiro           | West Sea – Estaleiros Navais, Viana do Castelo          |            |                    |                   |
| P 365     |                      | West Sea – Estaleiros Navais, Viana do Castelo          |            |                    |                   |
| P 367     |                      | West Sea – Estaleiros Navais, Viana do Castelo          |            |                    |                   |
| P 368     |                      | West Sea – Estaleiros Navais, Viana do Castelo          |            |                    |                   |
| P 369     |                      | West Sea – Estaleiros Navais, Viana do Castelo          |            |                    |                   |

## Technik

### Rumpf und Antrieb
Der Rumpf eines Bootes  der Viana do Castelo-Klasse ist 83,1 Meter lang, 12,95 Meter breit und hat bei einer maximalen Verdrängung von 1.850 Tonnen einen Tiefgang von 3,69 Metern.
Der Antrieb erfolgt durch zwei 3.900 kW starke Wärtsilä Dieselmotoren und zwei 200 kW Elektromotoren. Die Leistung wird an zwei Wellen mit je einer Schraube abgegeben. Die Höchstgeschwindigkeit beträgt 20 Knoten (37 km/h).

### Bewaffnung
Die Bewaffnung besteht aus einem 30-mm-Geschütz des Typs Marlin von Oto Melara und zwei 7,62-mm Maschinengewehren. Des Weiteren ist es möglich über zwei Ablaufschienen Seeminen des Typs Mk. 55 Mod. 2 zu legen.
Bei Indienststellung hatte die NRP Viana do Castelo statt des 30-mm-Geschützes übergangsweise noch eine 40-mm-Bofors in Kaliberlänge L/60 geführt.